# Разран, Грегори
Грегори Разран (англ. Gregory H. Razran, 4 июня 1901, Чаплицы, Слуцкого района, Минской области — 31 августа 1973, Нью-Йорк) — американский психолог и исследователь в области психологии влияния, переводчик.

## Биография
Родился в небольшом селении Чаплицы в семье Залмана Разрана и Ривы Онгейбер. Получил традиционное еврейское образование, учился в Слуцкой иешиве (1913-15).

В 1920 году эмигрировал в США. Окончил Колумбийский университет в 1927, получив докторскую степень в 1933. С 1930 по 1938 преподавал психологию в Колумбийском университете (в 1938—1946 научный сотрудник). В 1944—1966 — профессор, заведующий кафедрой психологии Квинс-колледжа. В 1952 г. — приглашённый профессор Еврейского университета, руководил одновременно созданием отделения психологии в университете. Он также сотрудничал с Национальным институтом здоровья США.

В 1960-х являлся одним из крупнейших американских специалистов по советской психологии и психофизиологии.

### Семья
- Жена — Элна Бернхольц (англ. Elna Bernholz).
- Дочь — Лидия (англ. Lydia Razran).